# Benavent de Segrià
Benavent de Segrià és un municipi de la comarca del Segrià, situat a la plana segrianenca del nord de Lleida i al sector pròxim a la dreta dels rius Noguera Ribagorçana i del Segre, i actualment regat per les aigües del Canal de Pinyana.
Limita amb els termes de Vilanova de Segrià (NW), Corbins (NE i E), Torre-serona (SW i W), Torrefarrera i Rosselló (NW).
Capital del marquesat de Benavent.

## Geografia
- Llista de topònims de Benavent de Segrià (Orografia: muntanyes, serres, collades, indrets..; hidrografia: rius, fonts...; edificis: cases, masies, esglésies, etc).

## Demografia
| 1497 f | 1515 f | 1553 f | 1717 | 1787 | 1857 | 1877 | 1887 | 1900 | 1910 |
| ------ | ------ | ------ | ---- | ---- | ---- | ---- | ---- | ---- | ---- |
| 21     | 22     | 34     | 32   | 395  | 706  | 671  | 674  | 487  | 718  |

| 1920 | 1930 | 1940 | 1950 | 1960 | 1970 | 1981 | 1990 | 1992 | 1994 |
| ---- | ---- | ---- | ---- | ---- | ---- | ---- | ---- | ---- | ---- |
| 830  | 865  | 818  | 839  | 821  | 771  | 725  | 731  | 747  | 747  |

| 1996 | 1998 | 2000 | 2002  | 2004  | 2006  | 2008  | 2010  | 2012  | 2014  |
| ---- | ---- | ---- | ----- | ----- | ----- | ----- | ----- | ----- | ----- |
| 786  | 852  | 904  | 1.003 | 1.178 | 1.249 | 1.445 | 1.522 | 1.540 | 1.516 |

| 2016  | 2018  | 2020  | 2022  | 2024  | 2026 | 2028 | 2030 | 2032 | 2034 |
| ----- | ----- | ----- | ----- | ----- | ---- | ---- | ---- | ---- | ---- |
| 1.482 | 1.468 | 1.518 | 1.563 | 1.578 | -    | -    | -    | -    | -    |

## Comunicacions
El poble de Benavent de Segrià està situat al costat de la carretera que uneix Lleida amb Albesa, a 7 km de la primera. Està unit amb Vilanova de Segrià mitjançant un ramal d'aquesta que s'inicia a la sortida de Benavent.
Cal destacar que ens trobem a tres quilòmetres de la variant de Lleida (sortida Torre-serona - Albesa), tram que forma part de l'autovia que uneix Lleida amb Barcelona.
Hi ha camins veïnals que comuniquen amb Rosselló, Corbins i Torrefarrera.

## Flora i fauna
Benavent de Segrià està situat dins la plana de Lleida i, per tant, la seva vegetació està molt modificada per l'activitat humana que l'ha eliminat, afavorint l'agricultura. La seva altitud al nucli (235 metres) fa que la vegetació sigui la típica de la terra baixa (zona de boscos esclerofil·les), cosa que es pot comprovar en les petites clapes aïllades que queden dispersades pel terme. En aquestes mostres s'hi troben bàsicament alzines i algun roure de fulla petita (Quercus faginea), sempre acompanyats de moltes plantes típiques d'alzinar. En les clapes de les zones més seques s'observen principalment arbusts esclerofil·les com el tamariu (Tamarix gallica), l'argelaga (Ulex parviflorus), el timó, la retama (Retama sphaerocarpa) i l'espí alb (Rhamnus lycioides). A part d'aquesta vegetació també trobem les comunitats de ribera que recorren fidelment totes les conduccions de reg, i en les que l'arbre dominant és el vern, sempre acompanyat per xops (Populus nigra), àlbers, oms (Ulmus minor) i alguns freixes i salzes.
La fauna està també molt condicionada a l'activitat humana i per tant, majoritàriament es compon d'espècies d'hàbits urbans i conreus. Entre els ocells, tres rapinyaires diürns i dos de nocturns es poden veure amb relativa facilitat: l'aguilot (Buteo buteo), l'esparver vulgar, el xoriguer comú, l'òliba comuna i el mussol. Entre els ocells de mida gran es poden veure diversos ardeids que visiten les basses de reg (bernats pescaires, esplugabous, alguns martinets blancs...), ànecs coll-verd i gallinetes d'aigua. Altres ocells que es poden veure pel terme, i en diferents hàbits, són el picot verd, la garsa, la merla, etc., i a l'estiu també la puput, l'abellerol i el cucut reial. Els mamífers són menys visibles, però sovint es localitzen rastres de guineu, senglar, conill, eriçó clar, teixó, mustela, i fagina. Per finalitzar amb la fauna parlarem dels rèptils i els amfibis que hi ha en el terme. Entre els primers es poden observar sargantanes ibèriques, molt comuns, el vidriol, serps blanques, serps d'aigua i algun llangardaix ocel·lat; entre els amfibis, la rana verda, el gripau comú i el gripau corredor.

## Esports
El poble de Benavent destaca en l'actualitat per disposar d'entitats punteres dins de l'esport lleidatà i català.
El Futbol Club Benavent va participar en la Tercera divisió de la lliga fins a l'any 2010 on es va fusionar amb el CFJE Ascó.En l'actualitat hi ha el Club Esportiu Benavent que va nàixer l'any 2011 actualment està a la tercera catalana.
El club de bitlles ha estat campió de Catalunya en tres ocasions, mentre que el club d'escacs disposa d'una gran escola de base i diversos equips en les categories més altes de les comarques de Lleida.
També aquest poble disposa d'un club de Twirling.

## Política i administració

### Eleccions municipals 2023
| Candidatures amb representació | Candidatures amb representació                       | 2023  | 2023     | 2023 | 2023       |
| Candidatures amb representació | Candidatures amb representació                       | %     | Regidors | Vots | Ascensor   |
|                                | Endavant Benavent - Compromís municipal (CM)         | 66,37 | 6        | 535  | Augment    |
|                                | Partido Socialista - Candidatura de progrés (PSC-CP) | 18,98 | 2        | 153  | Augment    |
|                                | Esquerra Republicana - Acord Municipal (ERC-AM)      | 10,79 | 1        | 87   | Disminució |
|                                | Partido Popular (PP)                                 | 2,23  | 0        | 18   | Disminució |

### Eleccions municipals 2019
| Candidatures amb representació | Candidatures amb representació                  | 2019  | 2019     | 2019 | 2019       |
| Candidatures amb representació | Candidatures amb representació                  | %     | Regidors | Vots | Ascensor   |
|                                | Junts per Catalunya (JxCAT)                     | 50,8  | 5        | 412  | Augment    |
|                                | Esquerra Republicana - Acord Municipal (ERC-AM) | 27,74 | 3        | 225  | Augment    |
|                                | Partido Socialista - Progrès Municipal (PSC-CP) | 14,06 | 1        | 114  | Disminució |
|                                | Partido Popular (PP)                            | 5,8   | 0        | 47   | Disminució |

### Eleccions municipals 2015
| Candidatures amb representació | Candidatures amb representació                  | 2015    | 2015     | 2015 | 2015       |
| Candidatures amb representació | Candidatures amb representació                  | %       | Regidors | Vots | Ascensor   |
|                                | Convergència i Unió                             | 44,22 % | 4        | 325  | =          |
|                                | Partido Socialista - Progrès Municipal (PSC-CP) | 22,99 % | 2        | 169  | Disminució |
|                                | Esquerra Republicana - Acord Municipal (ERC-AM) | 19,46 % | 2        | 143  | Augment    |
|                                | Partido Popular (PP)                            | 10,61 % | 1        | 78   | Disminució |

### Eleccions municipals 2011
| Candidatures amb representació | Candidatures amb representació                  | 2011    | 2011     | 2011 | 2011       |
| Candidatures amb representació | Candidatures amb representació                  | %       | Regidors | Vots | Ascensor   |
|                                | Convergència i Unió                             | 42,82 % | 4        | 325  | Augment    |
|                                | Progrès Municipal (PSC-CP)                      | 37,15 % | 4        | 282  | Augment    |
|                                | Partido Popular (PP)                            | 10,94 % | 1        | 83   | Augment    |
|                                | Esquerra Republicana - Acord Municipal (ERC-AM) | 7,11 %  | 0        | 54   | Disminució |

### Eleccions municipals 2007
| Candidatures amb representació | Candidatures amb representació                  | 2007    | 2007     | 2007 | 2007       |
| Candidatures amb representació | Candidatures amb representació                  | %       | Regidors | Vots | Ascensor   |
|                                | Convergència i Unió                             | 39,7 %  | 4        | 295  | Disminució |
|                                | Partido Socialista (PSC)                        | 35,67 % | 3        | 265  | Augment    |
|                                | Esquerra Republicana - Acord Municipal (ERC-AM) | 13,86 % | 1        | 103  | Augment    |
|                                | Partido Popular (PP)                            | 9,69 %  | 1        | 72   | Augment    |